# Milinka Merlini

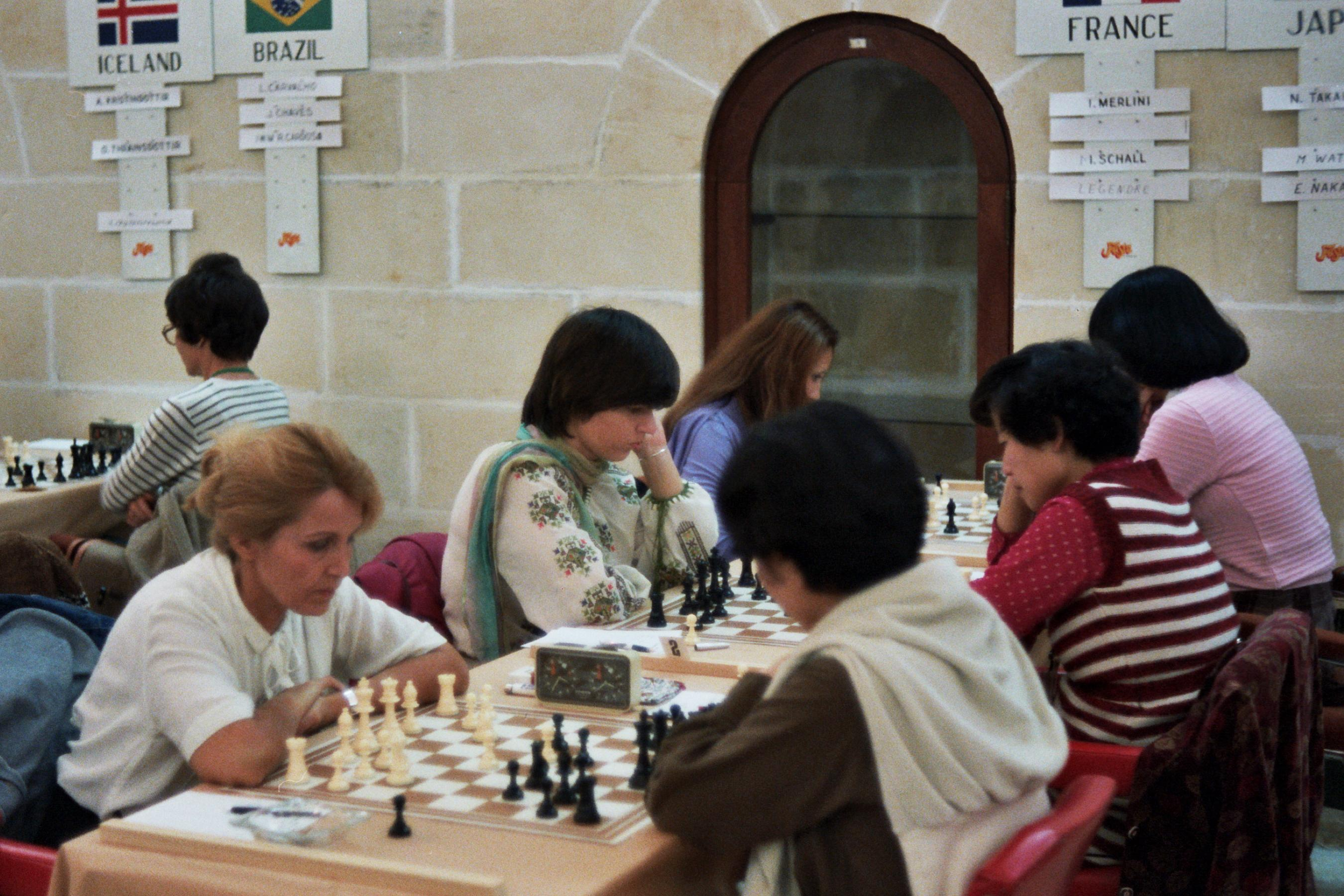
Milinka Merlini (links) bei der Schacholympiade 1980

Milinka Merlini (* als Milinka Cirović am 24. Oktober 1929 in Tučkovo, Königreich Jugoslawien (heute Serbien); † 29. Oktober 1996 in Paris) war eine jugoslawische und später französische Schachspielerin.

## Leben
Merlini lebte bis 1961 in Jugoslawien, ehe sie nach Frankreich auswanderte, sie blieb jedoch bis 1972 für den jugoslawischen Schachverband spielberechtigt. Merlini arbeitete als Russischlehrerin und übersetzte mehrere Werke ins Französische.

## Schachliche Erfolge
1960 gewann Merlini sowohl die Belgrader als auch die serbische Meisterschaft der Frauen. Nach ihrer Übersiedlung nach Frankreich gewann sie fünfmal (1975 bis 1978 und 1980) die französische Meisterschaft der Frauen, an deren Wiedereinführung nach einer jahrelangen Pause (zwischen 1958 und 1974 wurde der Wettbewerb nicht ausgetragen) sie maßgeblich mitwirkte. Merlini nahm mit der französischen Frauenauswahl an den Schacholympiaden 1976, 1978, 1980 und 1986 teil. Ihre höchste Elo-Zahl von 2085 erreichte sie erstmals im Januar 1987 und erneut im Juli 1994.